# 마지드 마지디
마지드 마지디(페르시아어: مجید مجیدی, 영어: Majid Majidi, 1959년 4월 17일 ~ )는 이란의 영화 감독, 영화 각본가, 영화 제작자이다.

## 출연 작품
- 태양의 아이들 (2020)
- 구름 너머 (2017)
- 무하마드: 신의 예언자 (2015)
- 참새들의 합창 (2008)
- 윌로우 트리 (2005)
- 올림픽 인 캠프 (2003)
- 맨발로 헤라트까지 (2002)
- 바란 (2001)
- 천국의 미소 (1999)
- 천국의 아이들 (1997)
- 아버지 (1996)
- 바둑 (1992)
- 보이콧 (1985)
- 악마에서 신에게로 (1984)
- 두 개의 보이지 않는 눈 (1984)